# Svanavattnet, Lappland
Svanavattnet är en sjö i Dorotea kommun i Lappland och ingår i Ångermanälvens huvudavrinningsområde. Sjön har en area på 1,11 kvadratkilometer och ligger 324,9 meter över havet. Sjön avvattnas av vattendraget Svanavattenbäcken.

## Delavrinningsområde
Svanavattnet ingår i det delavrinningsområde (711140-154138) som SMHI kallar för Utloppet av Svanavattnet. Medelhöjden är 334 meter över havet och ytan är 5,93 kvadratkilometer. Räknas de 2 avrinningsområdena uppströms in blir den ackumulerade arean 15,93 kvadratkilometer. Svanavattenbäcken som avvattnar avrinningsområdet har biflödesordning 6, vilket innebär att vattnet flödar genom totalt 6 vattendrag innan det når havet efter 290 kilometer. Avrinningsområdet består mestadels av skog (49 procent) och sankmarker (21 procent). Avrinningsområdet har 1,09 kvadratkilometer vattenytor vilket ger det en sjöprocent på 18,3 procent.